# Chris Kyle
Christopher Scott Kyle, més conegut com a Chris Kyle, (Odessa, 8 d'abril de 1974 - Glen Rose, 2 de febrer de 2013) va ser un militar estatunidenc, pertanyent al cos de franctiradors dels SEAL de l'Armada dels Estats Units, famós per ser el franctirador més letal de la història militar dels Estats Units. Durant la invasió de l'Iraq de 2003 i la Guerra de l'Iraq els iraquians el van anomenar «Al-Shaitan Ramad» ("El dimoni de Ramadi").

## Trajectòria

### Orígens
Kyle va néixer al municipi d'Odessa, a l'estat de Texas, el 8 d'abril de 1974, i era fill d'un matrimoni religiós que es dedicava a l'explotació de la seva granja. Als vuit anys, va rebre com a regal un rifle Springfield, i es va aficionar a la cacera de faisans, guatlles i cérvols, al costat del seu pare, i desenvolupà una gran aptitud en el maneig efectiu d'armes. Posteriorment li van regalar una escopeta. Va intentar guanyar-se la vida com a cowboy de rodeos en el seu estat, però un accident greu en un braç el va retirar de les cledes. El 1998 Chris va enrolar-se en l'Armada dels Estats Units on va ser membre dels SEAL fins al 2008 .

### Retir
Kyle va romandre deu anys en els SEAL de l'Armada, fins al 2009, però es va retirar per poder salvar el seu matrimoni amb la seva dona Taya, amb qui tenia dos fills. Kyle va ser entrevistat nombroses vegades i sempre va defensar la seva tasca a l'Iraq amb la premissa que per cada baixa d'un insurgent iraquià, salvava diverses vides estatunidenques. En una entrevista de 2012 va manifestar que: «La primera vegada, ni tan sols estàs segur que puguis fer-ho (matar). Però jo no hi era mirant aquestes persones com a persones. No em preguntava si tenien família. Només estava tractant de mantenir la meva gent fora de perill».
Chris Kyle va fundar una empresa de seguretat privada, Craft International, i va escriure un llibre autobiogràfic titulat American Sniper, on relatava les seves experiències a l'Iraq, que va resultar tot un èxit de vendes.

### Mort
El dissabte 2 de febrer de 2013, Kyle i el seu amic Chad Littlefield van quedar amb l'exmarine Eddie Ray Routh per ajudar a superar els traumes que arrossegava des del seu retorn de la guerra de l'Iraq. Ray Routh patia trastorn per estrès posttraumàtic. Feia pocs dies havia patit un brot psicòtic i fins i tot havia estat ingressat durant dos anys en un hospital per esquizofrènia. Malgrat això, Kyle i Littlefield el van portar al camp de tir de Fort Worth, a uns 60 quilòmetres de distància, ja que creien que era molt relaxant i terapèutic per als veterans anar a caçar o a disparar en un polígon de tir. Després de conduir una hora i mitja, Kyle, mentre conduïa, li va escriure un missatge de text al Chad Littlefield: «This dude is straight-up nuts» ('aquest tipus està ben guillat'), i Chad Littlefield li va respondre també per missatge de text: «He 's right behind me; watch my six» ('és darrere meu; mira les meves 6 [hores]', argot militar que significa 'vigila les [meves] espatlles'). En arribar al camp de tir, Eddie Ray Routh, amb dues pistoles, va matar Littlefield amb set trets i després Kyle amb sis més, segons va relatar el mateix assassí als investigadors. Els dos cossos van caure sense haver tingut l'oportunitat de desenfundar les seves pistoles.
Ray Routh, que llavors tenia 25 anys, va escapar amb el vehicle de Kyle, però la policia el va detenir prop de casa seva, a Lancaster, al sud-est de la ciutat de Dallas. El 24 febrer 2015, Eddie Ray Routh va ser declarat culpable dels assassinats de Kyle i de Littlefield, després d'un judici de dues setmanes celebrat a la ciutat de Stephenville (Texas), i en el qual l'exmarine va tractar d'eludir la condemna en argumentar demència. El jurat va tornar amb el veredicte després de tres hores de deliberació. El jutge Jason Cashon immediatament va sentenciar Routh a cadena perpètua sense llibertat condicional.

## Llegat
A més del seu llibre autobiogràfic, el 2014 es va estrenar la pel·lícula American Sniper, del director Clint Eastwood, protagonitzada per Bradley Cooper i Sienna Miller. Va ser nominada, entre d'altres, a l'Òscar en la categoria de millor pel·lícula, i va guanyar l'Òscar a la millor edició de so. També, en els MTV Movie Awards 2015 va ser nominada en les categories de millor pel·lícula i millor actuació masculina, on Bradley Cooper va guanyar el Golden Popcorn. Es va establir la Chris Kyle Frog Foundation, organització sense ànim de lucre creada per proveir ajuda als soldats retirats i les seves famílies, que passen per problemes d'adaptació després de la guerra. S'ha designat a Texas el dia 2 de febrer com el Chris Kyle Day, per honorar la memòria del veterà mort.